# Manifest per la declaració d'independència
El Manifest per la declaració d'independència és un manifest que reivindica que el Parlament de Catalunya declari la independència de Catalunya, després que el referèndum d'autodeterminació de Catalunya donés la victòria a l'opció favorable a la República Catalana independent. El document es va fer públic el 5 d'octubre de 2017.
Entre el sotasignants hi ha Antoni Abat, Òscar Andreu, Txe Arana, Uriel Bertran, Carles Boix, Xavier Carmaniu, Antoni Castellà, Òscar Dalmau, Oriol de Balanzó, Núria de Gispert, Bernat Dedéu, Raül Garrigasait, August Gil Matamala, Jordi Graupera, Roderic Guigó, Àlex Hinojo, Gerard Horta, Joel Joan, Hèctor López Bofill, Joan Magrané, Josep Manel Ximenis, Roger Mas, Arcadi Navarro, Jordi Nopca, Elisenda Paluzie, Ada Parellada, Josep Pedrals, Andreu Pujol, Enric Pujol, Adrià Pujol, Joan Safont, Anna Sahun, Xavier Sala-i-Martin, Màrius Serra, Joan Todó, Quim Torra, Ramon Tremosa i Enric Vila, entre d'altres.